# Енцефалитис
Енцефалитис је акутно запаљење мозга (латински енцефалан). Упали нервног ткива може се придружити и упала можданих опни - менингоенцефалитис, а ако болест истовремено обухвати кичмену мождину, настаје енцефаломијелитис. Симптоми су главобоља, грозница, збуњеност, дремљивост, и замор. Поодмакли и озбиљнији симптоми су епилептички напади или конвулзије, тремор, халуцинације, и губитак меморије.

## Узроци
Запаљењске промене мозга могу изазвати различити изазивачи. Као најчешћи узрочници енцефалитиса наводе се вируси ( вирус, херпес симплекс-1 и 2, ентеровируси, рубела, Епштајн-Бар, аденовируси и цитомегало, инфлуенца и др.). Поред вируса као узрочника се могу идентификовати хламидије, рикеције, бактерије, протозое, гљивице, различити токсини, алергени, радиоактивни зраци.
Иако бројни токсини, алергени, радиоактивни зраци, бактерије, гљиве и паразити могу бити узрочници менингоенцефалитиса, договорено је да се тим термином означавају само они проузроковани вирусима. Углавном се акутне вирусне болести које захватају централни нервни систем могу класификовати као:
- акутни вирусни менингитис, у којем су упални процеси ограничени на мождане опне;
- кутни вирусни менингитис у којем постоји захватање можданог ткива;
- параинфективни енцефаломијелитиси код којих је упала можданих и мождинских ткива настала као компликација после неке заразне болести.

До данас је већ откривено и изоловано више од четрдесет вируса одговорних за упале централног нервног система и неки од њих показују често карактеристике врло специфичне за сезонске и географске прилике.

## Симптоми
Симптоматологија енцефалитиса је све само не једнообразна, узевши у обзир различите одговорне узроке и зависно од погођених подручја мозга. Поспаност је један од најкарактеристичнијих симптома у већини случајева ипак овај симптом није константан, чак је штавише у неким случајевима уместо летаргије присутна упорна несаница са психомоторном узнемиреношћу. Променљивост клиничке слике довела је до разликовања више различитих облика, зависно од превладавања овог или оног симптома: окулолетаргични, хиперкинетски, амиостатско-акинетички, миоклонички облик, облик са хорејом, конфузни, ериферни итд. Клиничка слика у најчешћем облику, окулолетаргичном је обележена са три основна симптома: температура са пратећом главобољом, поспаност (или инверзија ритма сна), парализа очних мишића.

### Температура
Обично температура није јако повишена и траје кратко. Могу јој претходити предзнаци у облику опште слабости, апатије, поремећаја апетита, главобоље, благе упале ждрела, каткад благи менингеални симптоми (блага укоченост врата). Каткад се врућица уопште не јавља, чешће се задржава у оквиру граница од 37-38 °C у току неколико дана а затим изненадно престаје. У неким случајевима температура може бити и јаче повишена, са неправилним снижењима. У посебно тешким и смртоносним случајевима температура остаје висока за време читавог кратког трајања болести; ређе траје и неколико седмица, а тада је континуираног карактера и благо је повишена. Врућица је често удружена са главобољом, која је обично дифузна, погоршавајућа и није јако интензивна.

### Поремећаји ритма сна
Спадају у најкарактеристичнији симптом болести. Обично се ради о континуираној сањивости (сомноленцији) или о ненормалној потреби за сном (хиперсомнији), каткад о правој летаргији, а све то може трајати различит број дана, и чак неколико седмица или који месец. У најблажим случајевима, код обичне сомноленције или хиперсомније, човек се може лако пробудити, он одговара, обавља нормалне вегетативне функције, али врло лако опет заспи ако се не подстиче спољним надражајима. Често заспи чим седне, који пут чак и док једе. У најтежим случајевима летаргије сан је дубљи и дужи, а интензивним надражајима болесник се може пробудити тек на неколико тренутака. Ретко је али не и изузетно да се летаргија развије све до коме, за време које болесник не може да контролише столицу и мокрење, не храни се и из које се не буди чак ни уз сталне надражаје. Који пут је сомноленција периодична или се јавља у виду напада. У многим случајевима се сомноленција манифестује само током дана, док је ноћу болесник немиран и не успева да заспи: настаје инверзија ритма сна. У тим случајевима дневна хиперсомнија има ознаке сомноленције или летаргије, никад праве коме. Каткад се хиперсомнија уопште не јавља, већ се јавља агрипнија, тј. упорна несаница ноћна и дневна, која може трајати и много дана. Агрипнија је у тим случајевима удружена - посебно током ноћи - са немиром, каткад са правом психомоторном узнемиреношћу.

### Поремећаји мишића покретача ока
Чине их птоза (спуштен капак) и страбизам (разрокост) са диплопијом (двострука слика). Птоза је неких пута само привидна: једноставан пад капака изазван сомноленцијом; али није ретко да се након буђења болесника примети да он није у стању да потпуно подигне капке. Офталмоплегије (парализе мишића ока) су обично непотпуне. Као последица јавља се дивергентни страбизам, ређе конвергентни и стога се јавља присуство двослика. Офталмоплегије су пролазне; обично трају неколико дана или коју седмицу, паралелно са хиперсомнијом. Остали мождани нерви погођени су са знатно мањом учесталошћу. Каткад се појави пареза фацијалиса, унилатерална или билатерална; ређе сметње код гутања, гласања (фонације), жвакања. Парализе удова се јављају само у изузетним случајевима и обично нису тешке. Знатно су чешћи поремећаји мишићног тонуса.

### Поремећаји мишићног тонуса
Састоје се понекад од хипотоније, или понекад од хипертоније екстрапирамидног карактера, потпуно сличне оној код паркинсонове болести. Паркинсонов синдром може се јавити након акутне епизоде, који пут и са размаком од неколико месеци или година, али у неким случајевима у тзв. амиостатско-акинетичком облику, јавља се већ од почетка. Сви вољни покрети су успорени (брадикинезија), мимика лица је нешто ригиднија, глас је монотон, мишићни тонус је појачан и пластичног је карактера, врло су очити рефлекси фиксације, каткад се јавља права каталепсија (укоченост).

### Психичке сметње
Готово увек се појављују у акутној фази болести осим можда у случајевима у којима је акутна епизода толико сиромашна симптомима да чак прође неопажено. У најблажим облицима се психичке сметње ограничавају на благу отупљеност, апатију, недостатак иницијативе, успорење идеја; али се у другим случајевима препознају у облику анксиозног немира који се може развити све до тешке психомоторне узнемирености, са конфузним стањем деменцијског типа са хаотичним делиријумима и халуцинацијама или са афективном депресијом, ступором, психомоторним арестом.

### Знаци захваћености периферног нервног система
Ради се о трњењима, о неуралгијским боловима који захватају различите делове тела, о боловима при притиску на нервна стабла или при њиховом истезању. Често се примећују и сметње на нивоу вегетативне сфере и других органа. Високим температурама се каткад може и придружити херпес усана. Чешћи су поремећаји секреције: знојење, појачано излучивање лоја, лучење пљувачке.

### Анализе
Анализа мождано-мождинске течности (цереброспиналног ликвора)може дати информације о присуству и развоју болести. Понекад вирус одговоран за болест се може изоловати и идентификовати из крви или ређе из ликвора. Врло често је ликвор повишеног притиска и има повећан ниво протеина. Често се наилази на повећање броја лимфоцита, а у неким случајевима се већ од самог почетка болести виде ћелије беле лозе са једрима различитих облика (полиморфонуклеари).

## Клинички облици

### Херпетички енцефалитис
Херпетички енцефалитис је најчешћи облик акутног вирусног енцефалитиса на Западу и посебно у нашим крајевима; инциденција је 1-3 случаја на милион особа годишње, посебно код младих испод 20 година и одраслих изнад 40 година старости; јавља се у свим раздобљима године и није ограничен на специфично географско подручје. Одговоран за инфекцију која може бити примарна и секундарна, је вирусHerpes virus 1 (HSV-1); вирус HSV- 2 са друге стране ће изазвати неминовно смртоносни енцефалитис новорођенчади, због инфекције приликом проласка кроз порођајни канал док ће код одраслих особа изазвати менингитис. Клиничке манифестације су типа акутног или субакутног синдрома са главобољом, температуром, поремећајима понашања, грчевима, ступорозним стањем и комом. Типичне лезије налазе се на нивоу чеонобазалног и слепоочног режња, што се добро види на ЦТ-у мозга.

### Енцефалитиси изазвани арбовирусима
Ови вируси на човека прелазе уједом комарца или крпеља. Између више од 400 арбовируса који су присутни у различитим животињским заједницама (птице, сисари, глодари) бар стотинак може изазвати болест код човека. Кружење тих вируса често је у тропским крајевима, у којима се код око 90 процената одраслих људи могу наћи антитела против једног или више арбовируса. Енцефалитиси изазвани арбовирусима у начелу се јављају лети и ујесен. Клиничка симптоматологија је врло променљива, највише зависи од типа узрочног вируса и од старосне доби оболеле особе. Појави енцефалитичких комликација су најизложенија деца и одрасли у доби изнад 50 година.

## Превенција
Превентивно деловање се састоји из спречавања настанка болести које могу довести до енцефалитиса. Вакцинацијом (имунизацијом) може се спречити онај енцефалитис који прати дечје заразне болести. Такође, оне врсте енцефалитиса чији се узрочници преносе комарцима, спречавају се сузбијањем комараца или заштитом од њихових убода. Упала мозга сама по себи није заразна, али било који од различитих вируса који је узрокују може се преносити са особе на особу, због тога особе смањеног имунитета и деца треба да избегавају контакте са особама оболелим од енцефалитиса.

## Лечење
Процењује се ефикасност дисања и циркулације и по потреби примењује се кардиопулмонална реанимација, затим се болесник хитно транспортује у болницу. Лечење енцефалитиса је веома комплексно и искључиво се спроводи у центрима за интензивну негу и респираторну реанимацију.
Код енцефалитиса узрокованих познатим бактеријским узрочницима (луес, борелиоза) треба применити специфичну антибиотску терапију. Не постоји пуна сагласност о корисности кортикостероида у лечењу церебралног едема код енцефалитиса. У веома тешким случајевима са великим едемом мозга, поред кортикостероида треба применити и другу антиедематозну терапију. За ту сврху користан је манитол. Вертигинозне сметње се могу купирати ампулама клометола.
Примена антивирусних лекова оправдана је у случајевима са доказаном вирусном етиологијом. Ацикловир се сматра леком избора у лечењу  i  вирусне инфекције.
Код болесника са конвулзијама треба применити фенобарбитон натријум, диазепам или мидазолам. Екстрапирамидене хиперкинезије лече се халоперидолом или хлорпромазином. У случају психомоторног немира треба применити халоперидол, клозапин или хлорпромазин и друге неуролептике.
Код већине болесника, нарочито оних са поремећајем свести треба дати антибиотике широког спектра ради заштите од секундарних инфекција. За снижавање повишене температуре користе се антипиретици. Уколико болесник није у стању да узима храну и течност на уста, треба давати инфузије физиолошког раствора, глукозе и натријум-хлорида у довољним количинама. После неколико дана мора се прибећи храњењу помоћу носно-желудачне сонде. Нега болесника усмерена је на мере против декубитуса и спречавање респираторне и уринарне инфекције. Већина лечених оболелих се потпуно опорави од болести. У малом броју случајева, услед отицања мозга могу настати трајне последице, попут тешкоћа са учењем, проблеми у говору или моторни поремећаји.
Моторне слабости се морају што пре лечити физикално, а говорни дефекти логопедски.